# Radhia Nasraoui
Radhia Nasraoui (en árabe: راضية النصراوي, 1953) es una abogada y activista tunecina. 
Radhia Nasraoui es abogada de derechos humanos y presidente de la Asociación de Lucha contra la Tortura en Túnez.
Contrajo matrimonio con Hamma Hammami. Es madre de 3 hijas: Nadia, Oussaima y Sarah. Actualmente sus hijas viven exiliadas en Francia.

## Filmografía
- No más miedo

## Premios
- 16 de noviembre de 2005, honoris causa de la Universidad Libre de Bruselas.[5]
- 2013, honoris causa de la Universidad de Mons.
- 2013, Medalla Geuzen.
- 25 de enero de 2013, Premio Olof Palme.